# Liste der schwersten Flugunfälle in Deutschland
Diese Liste beinhaltet schwere Flugunfälle auf dem deutschen Staatsgebiet mit mehr als 20 Todesopfern. Bei den blau unterlegten Flugunfällen ist die Zahl der Opfer umstritten bzw. gibt es dazu unterschiedliche Angaben.
| Datum         | Betreiber                        | Flugzeugtyp(en)                   | Opfer | Unfallverlauf |
| ------------- | -------------------------------- | --------------------------------- | ----- | --- |
| 17. Okt. 1913 | Kaiserliche Marine               | Marineluftschiff                  | 28    | Bei einer Testfahrt über dem Flugplatz Johannisthal geriet das Marineluftschiff LZ 18 in Brand und stürzte ab. Alle Insassen kamen ums Leben. |
| 30. März 1917 | Kaiserliche Marine               | Marineluftschiff                  | 23    | Vermutlich stürzte die Schütte-Lanz SL-9 nahe Seddin (heute Polen) in die Ostsee, nachdem sie vom Blitz getroffen wurde. Alle 23 Insassen starben dabei. |
| 15. Aug. 1939 | Deutsche Luftwaffe               | Junkers Ju 87                     | 26    | 27 Sturzkampfflugzeuge sollten im Rahmen einer Vorführung auf dem Flugplatz Neuhammer eine Wolkendecke durchstoßen. Wegen der unerwartet tiefen Wolkenuntergrenze kam der Boden so spät in Sicht, dass es 13 Maschinen nicht mehr schafften, den Sturzflug abzufangen. Alle 26 Besatzungsmitglieder starben (siehe Stuka-Unglück von Neuhammer). |
| 8. Nov. 1940  | Deutsche Lufthansa               | Junkers Ju 90                     | 29    | Aufgrund von Vereisung der Höhenflosse stürzte eine Junkers Ju 90 ab (siehe Absturz der Ju-90 „Brandenburg“ 1940). |
| 9. Feb. 1945  | US Air Force                     | zwei Boeing B-17                  | 23    | Eine Boeing B-17 kollidierte über Eisenberg mit einer weiteren Boeing B-17. Eine Maschine stürzte sofort ab, wobei 8 der 9 Insassen starben sowie 10 Personen am Boden. Die zweite Maschine flog noch kurz weiter, bis sie abstürzte. Dabei starben 5 der 9 Insassen. Insgesamt starben 23 Personen, nur 5 überlebten die Kollision.             |
| 5. März 1945  | Deutsche Luftwaffe               | Dornier Do 24T-3                  | 80    | Eine Dornier Do 24T-3 stürzte am 5. März 1945 kurz nach dem Start vom Kamper See in das Wasser und sank. Dabei starben 80 der 81 Insassen (siehe Flugzeugabsturz im Kamper See). |
| 21. Apr. 1945 | Deutsche Lufthansa               | Focke-Wulf Fw 200                 | 25    | Eine Focke-Wulf Fw 200 stürzt nach dem Verlust einer Tragfläche bei Piesenkofen ab (siehe Absturz der Fw 200 „Hessen“ 1945). |
| 1. Nov. 1945  | US Air Force                     | Douglas DC-3                      | 26    | (42-93041) Wurde in einen Berg nahe Herrenalb geflogen. Dabei starben 26 der 30 Insassen (siehe Flugzeugabsturz bei Herrenalb). |
| 22. März 1952 | KLM                              | Douglas DC-6                      | 45    | Während des Landeanflugs auf Frankfurt unterschritt eine DC-6 aus ungeklärten Gründen die Mindestflughöhe. Die Maschine schlug in einem Wald auf. Nur zwei Insassen überlebten (siehe KLM-Flug 592). |
| 14. Okt. 1953 | Sabena                           | Convair CV-240                    | 44    | Kurz nach dem Start vom Flughafen Frankfurt stürzte eine Convair CV-240 infolge eines Strömungsabriss ab. Ursache waren Bleiablagerungen auf den Zündkerzen der Triebwerke (siehe Flugunfall der Sabena bei Kelsterbach). |
| 10. Aug. 1955 | US Air Force                     | zwei Fairchild C-119              | 66    | Während eines Übungsfluges kollidierten zwei C-119 und stürzten bei Edelweiler ab (siehe Flugzeugkollision bei Edelweiler). |
| 6. Feb. 1958  | British European Airways         | Airspeed AS 57                    | 23    | Beim dritten Startversuch in München überrollte eine Airspeed Ambassador das Ende der schneebedeckten Startbahn und explodierte. Unter den Opfern befanden sich Spieler von Manchester United (siehe British-European-Airways-Flug 609). |
| 17. Dez. 1960 | US Air Force                     | Convair CV-340                    | 52    | Kurz nach dem Start stürzte eine Convair der US Air Force auf eine Straßenbahn. Alle Insassen im Flugzeug und 32 Menschen in der Straßenbahn starben (siehe Flugzeugunglück am 17. Dezember 1960 in München). |
| 28. März 1961 | ČSA                              | Iljuschin Il-18                   | 52    | Aus nicht vollständig geklärten Gründen stürzte eine Iljuschin Il-18 in der Nähe von Nürnberg ab (siehe ČSA-Flug 511). |
| 22. Mai 1962  | US Navy                          | WV-2Q/EC-121M                     | 45    | Eine Lockheed Constellation zerbrach in der Nähe von Markt Schwaben (siehe Absturz des Aufklärungsflugzeuges Navy 131390). |
| 26. Juni 1963 | Belgische Luftstreitkräfte       | Fairchild C-119                   | 38    | Nahe Detmold wurde eine C-119 beim Überflug des Truppenübungsplatzes Senne versehentlich von Mörsergranaten getroffen, die britische Truppen während einer Übung abgefeuert hatten. Neun Fallschirmspringer konnten die Maschine verlassen, bevor sie abstürzte.                                                                                 |
| 28. Jan. 1966 | Lufthansa                        | Convair CV-440                    | 46    | Kurz nach dem Durchstarten in Bremen kam es zu einem Strömungsabriss, durch den die Convair CV-40 abstürzte (siehe Lufthansa-Flug 005). |
| 9. Aug. 1968  | British Eagle                    | Vickers Viscount Modell 700       | 48    | Vermutlich nach dem Ausfall der Bordelektronik geriet die Maschine in eine Fluglage, die ihre strukturellen Belastungsgrenzen überschritt. Das Flugzeug stürzte bei Langenbruck auf die Bundesautobahn 9 (siehe British-Eagle-Flug 802). |
| 18. Aug. 1971 | US Army                          | CH-47C Chinook                    | 37    | Am 18. August 1971 stürzte eine Chinook ca. 500 m östlich der A9 bei Pegnitz ab. Sie befand sich auf einem Flug von Würzburg zum Truppenübungsplatz Grafenwöhr. Hierbei kamen alle 37 US-Soldaten ums Leben (siehe Absturz eines Hubschraubers CH-47 bei Pegnitz).                                                                               |
| 6. Sep. 1971  | Paninternational                 | BAC 1-11                          | 22    | Kurz nach dem Start in Hamburg fielen beide Triebwerke einer BAC 1-11 aus. Die Piloten führten eine Notlandung auf der Bundesautobahn 7 bei Hasloh aus, bei der die Maschine mit einer Brücke kollidierte. 99 Insassen überlebten (siehe Paninternational-Flug 112).                                                                             |
| 14. Aug. 1972 | Interflug                        | Iljuschin Il-62                   | 156   | Durch einen Brand im hinteren Unterflurfrachtraum brach das Heck einer Il-62 ab. Beim Absturz nahe Königs Wusterhausen starben alle 156 Insassen (siehe Interflug-Flug 450/742). |
| 1. Sep. 1975  | Interflug                        | Tupolew Tu-134                    | 27    | Beim Landeanflug auf den Flughafen Leipzig kollidierte eine Tu-134 mit der ILS-Antenne (siehe Interflug-Flug 1107). |
| 11. Sep. 1982 | US Army                          | CH-47C Chinook                    | 46    | Nach dem Ausfall des Verteilergetriebes, wodurch sich die beiden Rotoren verkeilten, stürzte ein mit Fallschirmspringern besetzter Chinook-Transporthubschrauber auf die Autobahn A 656 (siehe Hubschrauberabsturz in Mannheim 1982). |
| 12. Dez. 1986 | Aeroflot                         | Tupolew Tu-134                    | 72    | Eine Tupolew Tu-134 schlug vor der Landung auf dem Flughafen Berlin-Schönefeld in einem Waldstück zwischen den Anflugschneisen auf. Zehn Insassen überlebten (siehe Aeroflot-Flug 892). |
| 8. Feb. 1988  | Nürnberger Flugdienst            | Fairchild Swearingen Metro III    | 21    | Während des Landeanflugs auf Düsseldorf wurde eine Fairchild Swearingen Metro von einem Blitz getroffen und stürzte ab (siehe Nürnberger-Flugdienst-Flug 108). |
| 28. Aug. 1988 | Frecce Tricolori                 | drei Aermacchi MB-339             | 70    | Bei dem Flugtag in Ramstein kollidierten drei Kunstflugmaschinen, von denen eine in die Zuschauermenge stürzte (siehe Flugtagunglück von Ramstein). |
| 17. Juni 1989 | Interflug                        | Iljuschin Il-62M                  | 22    | Nach einem Startabbruch auf dem Flughafen Berlin-Schönefeld schoss eine Iljuschin Il-62 über die Startbahn hinaus und fing Feuer. 93 Personen überlebten (siehe Interflug-Flug 102). |
| 22. Dez. 1991 | Classic Wings                    | Douglas DC-3                      | 28    | Aufgrund von Pilotenfehlern kollidierte eine DC-3 mit dem Berg Hoher Nistler. Vier Insassen überlebten (siehe Flugunfall am Hohen Nistler). |
| 1. Juli 2002  | Bashkirian Airlines und SNAS/DHL | Tupolew Tu-154 und Boeing 757-200 | 71    | Wegen Fehlern des Fluglotsen und der Piloten stießen zwei Flugzeuge über Überlingen zusammen. Alle Insassen starben, darunter 49 Kinder (siehe Flugzeugkollision von Überlingen). |

## Flugunfälle außerhalb Deutschlands mit hoher Anzahl an deutschen Opfern
- 3. Dezember 1972: Spantax-Flug 275; eine Convair CV-990 verunglückte auf Teneriffa. Die 148 ums Leben gekommenen Passagiere waren überwiegend Touristen aus Deutschland.
- 10. September 1976: Flugzeugkollision von Zagreb; eines der zwei Flugzeuge, die in Kroatien (damals Jugoslawien) abstürzten, beförderte 106 deutsche Urlauber.
- 6. Februar 1996: Birgenair-Flug 301; eine Boeing 757 verunglückte nach dem Start vom Flughafen Puerto Plata, die meisten der 189 Todesopfer waren deutsche Touristen.
- 25. Juli 2000: Air-France-Flug 4590; an Bord der Concorde, die in Paris auf einem Sonderflug für die Reederei Peter Deilmann verunglückte, kamen 96 deutsche Reisende sowie 13 andere Personen ums Leben.
- 24. März 2015: Germanwings-Flug 9525; beim absichtlich herbeigeführten Absturz eines Airbus A320 in Frankreich kamen u. a. 72 Deutsche ums Leben.